# Wilhelm Christoph von Baden
Markgraf Wilhelm Christoph von Baden (* 12. Oktober 1628 in Baden-Baden; † 25. August 1652) war Markgraf von Baden und Domherr zu Köln.
Er ist ein Sohn aus erster Ehe von Markgraf Wilhelm I. von Baden und Prinzessin Katharina Ursula von Hohenzollern-Hechingen († 2. Juni 1640), die Tochter des Fürsten Johann Georg von Hohenzollern-Hechingen.
Siehe auch:
- Stammliste von Baden

| Personendaten    | Personendaten               |
| ---------------- | --------------------------- |
| NAME             | Wilhelm Christoph von Baden |
| KURZBESCHREIBUNG | Domherr zu Köln             |
| GEBURTSDATUM     | 12. Oktober 1628            |
| GEBURTSORT       | Baden-Baden                 |
| STERBEDATUM      | 25. August 1652             |